# Instituto Meteorológico da Noruega
O Instituto Meteorológico Norueguês (em norueguês:  Meteorologisk institutt), também conhecido internacionalmente como MET Noruega, é o instituto meteorológico nacional da Noruega. Ele fornece previsões do tempo para usos civis e militares e conduz pesquisas em meteorologia, oceanografia e climatologia. Ele está sediada em Oslo e possui escritórios e estações em outras cidades e locais. Possui cerca de quinhentos funcionários em tempo integral e foi fundado em 1866.

## História
O instituto foi fundado em 1866 com a ajuda do astrônomo e meteorologista norueguês Henrik Mohn, que atuou como seu diretor até 1913. Ele é creditado como fundador da pesquisa meteorológica na Noruega. A abreviatura MET Oslo ou MET OSLO é usada internacionalmente há muito tempo; a Organização Meteorológica Mundial, por exemplo, recomendou em 1956 que seus membros padronizassem as referências a este instituto como MET OSLO.

## Atividades
O instituto tem cerca de 500 funcionários e cerca de 650 observadores em tempo parcial em todo o país. Também operou o último navio meteorológico remanescente no mundo, o MS Polarfront, estacionado no Atlântico Norte, até que foi descontinuado devido a questões orçamentárias em 1 de janeiro de 2010 e substituído por dados de satélite e boias.
O instituto representa a Noruega em organizações internacionais como a Organização Meteorológica Mundial (WMO), o Centro Europeu de Previsões do Tempo de Médio Prazo (ECMWF) e EUMETSAT. O Instituto também é parceiro de uma série de projetos internacionais de pesquisa e monitoramento, incluindo EMEP, MyOcean, MyWave e o Sistema Oceanográfico Operacional da Plataforma Noroeste (NOOS).